# Kościół Najświętszej Maryi Panny Królowej w Oławie
Kościół Najświętszej Maryi Panny Królowej w Oławie – postmodernistyczny kościół parafialny w Oławie. Świątynia znajduje się na osiedlu Nowy Otok. Należy do parafii rzymskokatolickiej Najświętszej Maryi Panny Królowej w Oławie.

## Historia

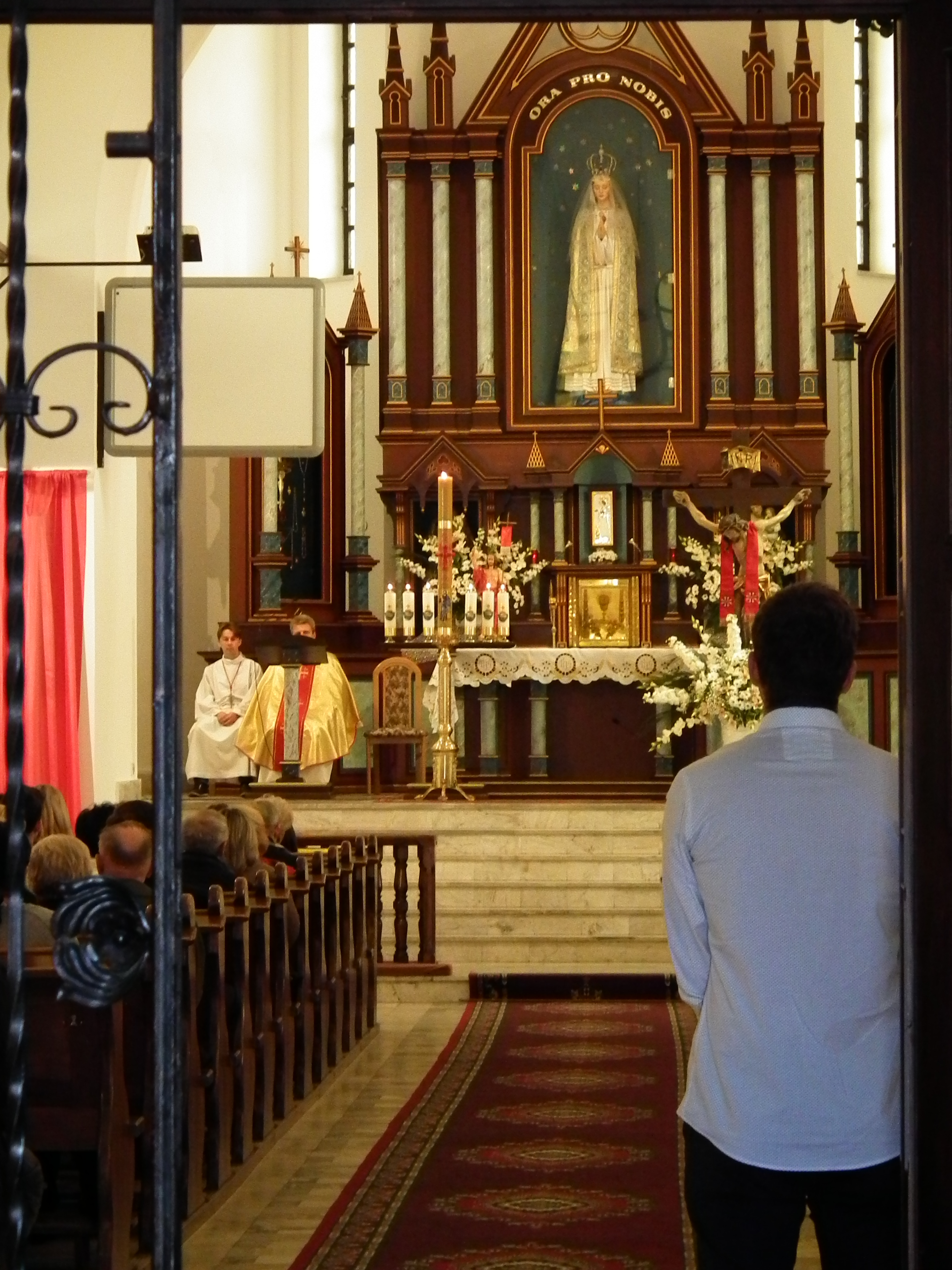
Wnętrze świątyni

Zbudowany w latach 90 XX wieku. Pierwotnie budynek pełniący funkcje prywatnej kaplicy Matki Bożej Królowej Wszechświata Bożego Pokoju oraz miejsce zgromadzeń sympatyków wizjonera Kazimierza Domańskiego. W latach 1999–2005 należał do Stowarzyszenia Ducha Świętego w Oławie. W 2005 został przekazany Kościołowi rzymskokatolickiemu.
Od 2007 roku kościół parafialny.